# CNNj
CNNj es un canal de televisión por cable de noticias japonés de origen estadounidense, propiedad de Warner Bros. Discovery en una empresa conjunta con Japan Cable TV.  
es una versión japonesa de CNN distribuida por Japan Cable Television. Está principalmente enfocado para el público japonés, siendo uno de los dos canales que se transmiten en el país, el otro es CNN/US HD, la señal HD del canal que se emite en EUA.
CNNj principalmente emite en su programación una mezcla de programas de CNN International y CNN EUA, pero desde 2008, CNNj restransmite CNN International. En su mayoría, su programación es bilingüe y, desde 2016, retra
Desde finales de 2010, la versión de CNN doméstico está disponible en alta definición a los espectadores en Japón bajo el nombre de CNN / US HD.